# Innspitz

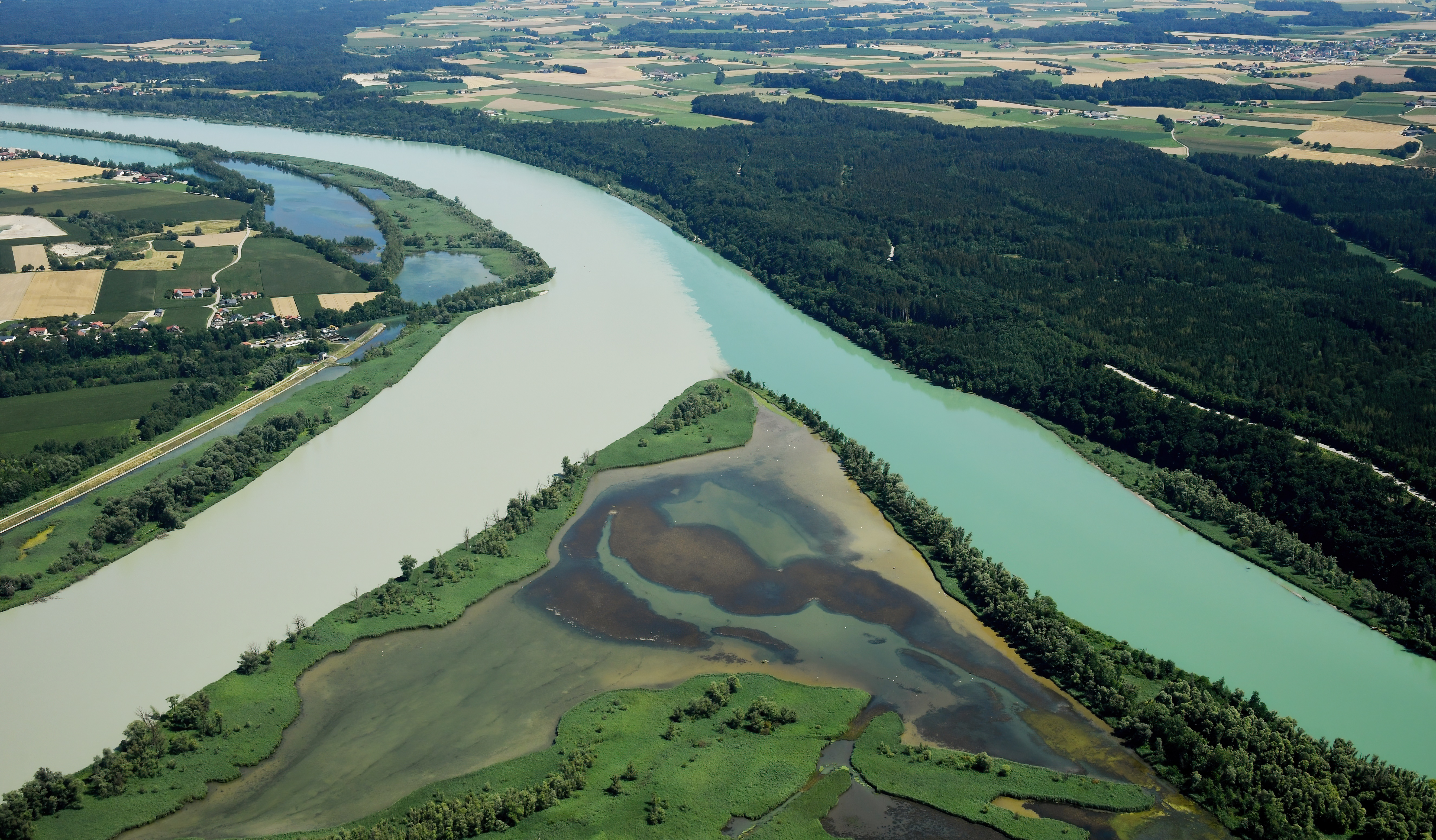
Innspitz: Die Mündung der Salzach (rechts) in den Inn (links)

Der Innspitz ist das dreieckige Gebiet an der Mündung der Salzach in den Inn zwischen beiden Flüssen. Er besteht aus einem von zwei Uferstreifen begrenzten Stillwasser und einem dahinter liegenden, sich zwischen beiden Flüssen erstreckenden dichten Auwaldstreifen und bietet einer großen Zahl von Tier- und Pflanzenarten einen Lebensraum.
Der Innspitz gehört zur angrenzenden oberbayerischen Gemeinde Haiming.
Er steht als Teil des Landschaftsschutzgebietes Salzachtal unter Naturschutz und ist Teil des Europa-Vogelreservats Unterer Inn (Naturschutzgebiet Vogelfreistätte Salzachmündung).
Das Gebiet lässt sich von den umliegenden Städten z. B. von Burghausen oder Altötting aus mit dem Fahrrad erreichen. Der Radwanderweg Salzhandelsweg von Bad Reichenhall nach Stammham durchquert den Innspitz zwischen Auenwald und Stillwasser.